# أرينا شارابوفا
أرينا شارابوفا (بالروسية: Ари́на Ая́новна Шара́пова، مواليد 30 مايو 1961) مقدمة برامج تلفزيونية روسية، صحفية ورئيسة ورشة عمل الصحافة في معهد موسكو للبث التلفزيوني والإذاعي أوستانكينو.
في 1994 و1997 و2002 أعلنت عن نتائج تصويت لجنة التحكيم المهنية الروسية في مسابقة الأغنية الأوروبية.
خلال انتخابات رئاسة بلدية موسكو عام 2013، كانت وصية للمرشح سرغي سوبيانين.
هي عضو في المجلس العام التابع لوزارة الشؤون الداخلية لروسيا الاتحادية.
ابنها دانيلا شارابوف (مواليد 7 يونيو 1981) مدير إعلامي ومنتج تلفزيوني.